# Емменталь
Еммента́ль, Еммента́лер, Швейцарський сир — швейцарський твердий, сичужний, дозріваючий сир з коров'ячого молока. Сир «Емменталь» має лагідний, солодкаво-горіховий смак та великі дірки. Виготовляється у багатьох країнах світу, оскільки назва не є зареєстрованою торговельною маркою. Зареєстрованою є назва «Emmentaler Switzerland». У світі сир «Емменталь» також називають «Швейцарським сиром».

## Історія
Назва сиру походить від долини річки Емме у швейцарському кантоні Берн (нім. Emmen — належить до Емме, нім. tal — долина), де його розпочали виробляти з 1293 р.
До початку XIX століття сир став традиційним швейцарським сиром з Емменталю. Виготовлявся у формі круга вагою від 70—120 кг. Зі Швейцарії сир «Емменталь» поширився по усьому світу та розпочав вироблятися у різних країнах. Сьогодні назва «Емменталь» використовується у багатьох країнах для маркування різноманітних сирів, які часто не мають нічого спільного з оригіналом, окрім дірок.
Намагання швейцарських сироварів захистити торговельну марку сиру «Емменталь» у XIX та XX століттях зазнали невдачі. Лише 2006 р. Швейцарський федеральний суд вирішив, що сир «Емменталь» належить до Appellation d'Origine Contrôlée (Апелласьйон), як захищена назва походження — «Emmentaler Switzerland».

## Характеристика

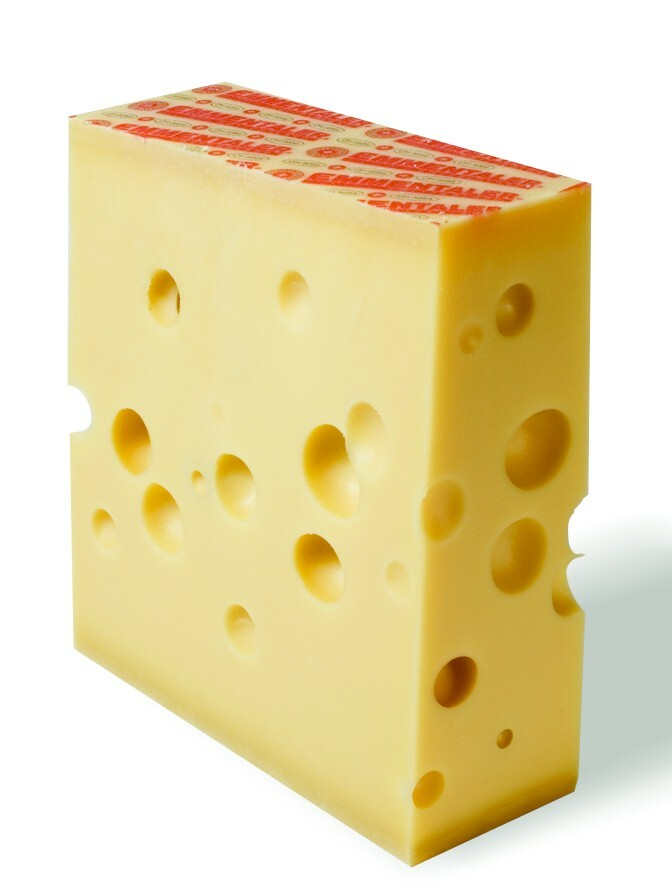
Сир «Емменталь»

Сир «Емменталь» має тісто середньої твердості, кольору від світло-жовтого до слонової кістки, характерний пікантний, пряний, солодкуватий смак і аромат свіжоскошеної трави. Для нього характерні великі дірки внаслідок особливостей процесу виготовлення (виділення вуглекислого газу бактеріями).
Форма дірок може вказувати на якість зрілості сиру. Якщо вони, наприклад, не круглі, а овальні і дуже малі або великі — це вказує на недостатнє дозрівання. Такі сири часто мають гіркий неприємний смак.
Виготовлений із сирого молока оригінальний швейцарський «Емменталь» може дозрівати 18 і більше місяців, що сприяє формуванню сильнішого аромату. Довгозрілий сир «Емменталь» може містити в дірках кристали солі або навіть «сльозу» з води, яка містить сіль.
Сир «Емменталь» зверху покритий твердою сухою шкіркою жовтого кольору. Виробляється у вигляді круга діаметром 80—100 см та середньою вагою 70—75 кг.
100 г сиру «Емменталь» містить близько 369 ккал, 28,4 г білка, 28,4 г жиру, 0 г вуглеводів.
Калорійність, вміст жирів і білків у оригінальному швейцарському «Emmentaler AOC» у 100 г: 395 ккал, 29 г білків, 31 г жиру, 4 г мінералів (кальцій, залізо, цинк, магній та ін.).

## Виробництво
У Швейцарії для виготовлення сиру «Емменталь» використовують сире (непастеризоване) молоко, тоді як в інших країнах його термічно обробляють. Для виготовлення 1 кг «Емменталю» потрібно приблизно в 12 л молока.
Типовим для сиру «Емменталь» є великі дірки та аромат. Вони формуються в процесі ферментації. У виробництві «Емменталю» використовують три види бактерій: Streptococcus salivarius subsp. thermophilus, Lactobacillus, і Propionibacterium freudenreichii. На останній стадії виробництва сиру P. freudenreichii поглинає молочну кислоту, виділену іншими бактеріями, і вивільняє вуглекислий газ, який поступово формує пухирці, з яких утворюються дірки.
Сир «Емменталь» виробляється у Швейцарії, Франції, Німеччині, Австрії, Польщі, Туреччині, США, Австралії та інших країнах.
В Україні сир «Емменталь» виготовляється на сирзаводах: Баштанський, Пирятинський (ТМ «Славія»).

## Сорти

### Швейцарія

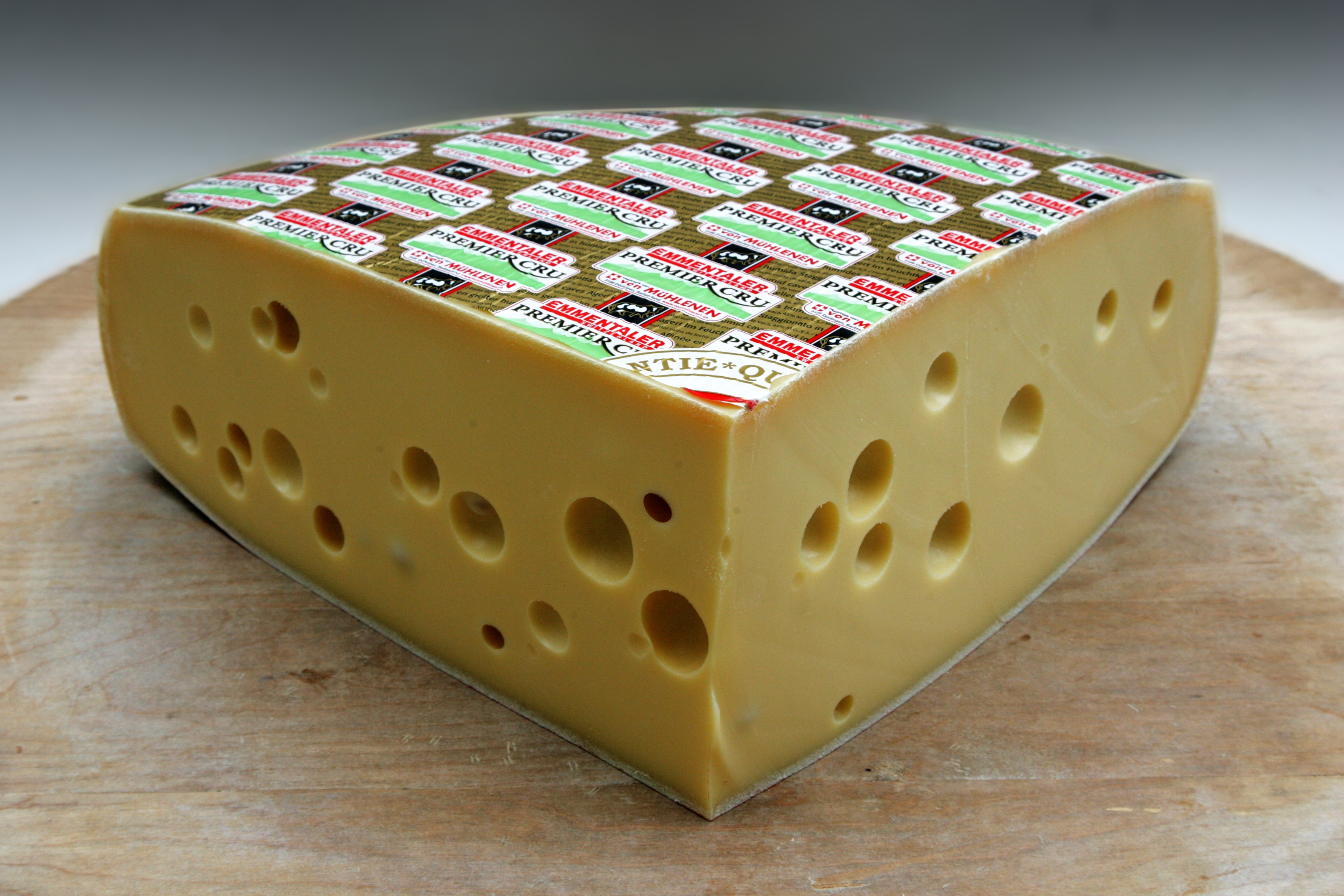
«Emmentaler AOC» Premier Cru

Торговельна марка сиру «Емменталь» у Швейцарії має чітко визначені технологію виробництва та складники, і належить до сирів виготовлених виключно із сирого молока.
- «Emmentaler AOC» або «Emmentaler Switzerland»® — це захищені назви, які починаючи з 2000 року означають оригінал.[4][5] Цей сорт сиру визрілий мінімум 4 місяці. Виробляється вручну в традиційних сільських сироварнях, круглої форми з природною шкіркою та дозріває в погребах.

Оригінальний «Емменталь», залежно від часу дозрівання, поділяється на види:
- класичний — 4 місяці;
- резервний — 8 місяців;
- прем'єр кру (Premier Cru) — 14 місяці.

«Emmentaler AOC» має запатентований знак сироварні, який ставиться на сир під час виробництва та заростає шкіркою під час дозрівання. На знаку сироварні зображено фірмовий товарний знак «Emmentaler AOC» і виробничий реєстраційний номер. Таким чином цей знак може простежуватися і в нарізаній формі сиру.
- «Emmentaler AOC» прем'єр кру дозріває мінімум 14 місяців у вологому погребі (печері). Це перший зі швейцарських сирів, який виграв титул «Найкращого сиру світу» на чемпіонаті світу сиру у Вісконсині (2006 р.)[6], за що отримав місце в експозиції Історичного музею в Берні.

- Спеціальні сорти виробляються окремими сироварнями у Швейцарії передусім в Ементалі. Це різні сорти «Emmentaler AOC», які відрізняються спеціальними термінами дозрівання і складом.

### Франція
- Emmental français grand cru (французький «Емменталь») виготовлений із сирого молока, має захищений статус.
- Emmental de Savoie виготовлений в французькому регіоні Савоя, має захищений PGI статус[7].
- Emmental français est-central виготовлений в французькому регіоні Франш-Конте, має захищений PGI статус.[8].

### Німеччина
- Allgäuer Emmentaler сир короткотривалого дозрівання (мінімум 3 місяці), а тому м'якший. Відомий з XIX століття, походить із регіону Альгой в Баварії. Має захищений статус PDO[9].
- Hartkäse nach Emmentaler-Art (давніша назва «Viereck-Hartkäse») — німецький сорт сиру «Емменталь» з типовими дірками, виготовлений із пастеризованого молока.

### Австрія
- Höhlentaler — сорт сиру «Емменталь» з Австрії, шкірка якого запилюється кам'яним борошном.

### Туреччина
- Sepet Peyniri — сорт сиру «Емменталь» з турецького міста Баликесір з типовими дірками та смаком. Колір подібний до сиру виготовленого у Швейцарії або Німеччині.

## Використання
Сир «Емменталь» використовують для приготування сендвічів, гамбургерів (разом з сиром «Чедер» є найпоширенішим у США та Європі).
Зазвичай споживання сиру «Емменталь» поєднують із червоним вином сортів «Піно Нуар», «Гаме Нуар» і білим вином сортів «Піно Грі», «Трамінер», «Піно Блан».
Разом з сиром «Ґрюєр», «Емменталь» є найпоширенішим інгредієнтом, який використовується для приготування фондю.